# Rosa Sabater
Rosa Sabater i Parera (Catalão: /ˈrɔzə səβəˈte/, Espanhol: [ˈrosa saβaˈteɾ]; Barcelona, 29 de agosto de 1929 – Mejorada del Campo, 27 de novembro de 1983) foi uma pianista espanhola. Foi aluna de Frank Marshall (1883-1959), que chefiou a Academia Marshall em Barcelona, antiga Academia Granados.
Foi morta durante o acidente aéreo com o voo Avianca 011. Rosa Sabater ganhou o Prêmio Creu de Sant Jordi.